# 1299
1299 (MCCXCIX) var ett normalår som började en torsdag i den julianska kalendern.

## Händelser

### November
- 1 november – Sedan den norske kungen Erik Prästhatare har avlidit den 15 juli utses hans bror Håkon Magnusson till kung av Norge. Han blir den siste norske kungen av Sverreätten och därmed den siste av den gamla Hårfagreätten, som har innehaft den norska kungamakten sedan 872.

### Okänt datum
- Stridigheter uppstår mellan den svenska kyrkan och den mäktige marsken Torgils Knutsson.
- Fattigtiondens utbetalande förbjuds av det svenska rådet.
- Efter två kandidaters tillbakadragande utses Nils Kettilsson från Skänninge till ny biskop i Västerås.
- Ett dominikanerkonvent för nunnor grundas utanför Kalmar.
- Osmanska Riket bildas.

## Födda
- Alfons IV av Aragonien, kung av Aragonien.

## Avlidna
- 15 juli – Erik Prästhatare, kung av Norge sedan 1280.
- Petrus, biskop i Västerås.